# Campagna francese contro la Corea
La campagna francese contro la Corea del 1866, anche conosciuta in lingua coreana come Byeong-in yangyo (병인양요 - disturbo occidentale dell'anno del Byeong-in) consistette nell'invasione francese dell'isola di Ganghwa, in Corea, come rappresaglia per l'esecuzione, da parte di esponenti della Dinastia Joseon, di sacerdoti cattolici francesi che facevano proselitismo nel Paese.
Lo scontro, durato quasi sei settimane, è stato il primo tra la Corea ed una potenza occidentale.